# 맹산군
맹산군(孟山郡)은 평안남도 북동부에 있는 군이다. 북쪽은 영원군, 동쪽은 함경남도 요덕군, 남쪽은 신양군, 서쪽은 덕천시, 북창군과 접한다. 행정구역은 1읍 24리로 구성된다.

## 역사
본래 고구려의 영토였던 이 지역은, 당나라가 평양에 안동도호부를 두고 고구려 땅에 42주제를 실시했을 때 맹주(孟州)가 되었다. 당나라가 물러간 후에는 통일신라의 영역 밖에 있었으며 여진족이 넘나드는 가운데 황폐해졌다.
이후 고려의 북진정책으로 고려의 영토가 되어 안북부(安北府)에 속했으나, 해당 지역에는 여전히 여진족이 그대로 살고 있었다. 이후 거란이 침략했다가 이듬해 철수하고 고려가 강동 6주를 얻었을 때 이들은 몰아내어졌다. 이때 지금의 안주군 동면 맹주리에 맹주가 설치되었다. 이후 몽골 제국의 침략으로 인적이 드물어지자 1261년 안주현(安州縣)의 속현으로 편입되었고, 1270년에는 원나라가 설치한 동녕부에 속하기도 했다가 다시 고려의 영향력 아래로 들어가 철성현(鐵城縣)이라 불렸다.
| Daedongyeojido (Gyujanggak) 08-03.jpg | Daedongyeojido (Gyujanggak) 08-02.jpg |
| Daedongyeojido (Gyujanggak) 09-03.jpg | Daedongyeojido (Gyujanggak) 09-02.jpg |

조선 건국 후 1400년(정종 2년) 안주(安州)에 합해졌다. 1413년(태종 13년)에 평안도가 설치되었을 때 다시 안주에서 분리되어 맹산현(孟山縣)이 설치되었다. 1414년 덕주(德州)와 합해 맹덕현(孟德縣)을 설치했다가 이듬해에 다시 분할해 맹산현이라 하고 현감을 두었다.
1895년, 이십삼부제 실시에 따라 군으로 개편되어 읍내면(邑內面), 외남면(外南面), 내남면(內南面), 원면(元面), 동면(東面), 지성면(智城面), 덕림면(德林面), 애전면(藹田面)의 8개 면을 관할하게 되었다. 1903년, 순천군 관할의 뇌봉면(雷封面), 인화면(仁化面), 학천면(鶴泉面), 옥정면(玉井面), 광천면(廣泉面)이 맹산군으로 편입되어 총 13개 면을 관할하게 되었다. 1914년, 하위 행정구역이 총 8개 면으로 통합되었으며, 군청 소재지는 맹산면 수정리였다.

## 기후
연평균기온은 7.9℃이며, 연강수량은 1,237㎜에 이르러 다우지역에 속하고, 우량의 대부분이 거의 7∼9월에 집중된다. 전형적인 대륙성 기후로, 평균기온이 1월에 -12℃, 8월에 24.3℃로 약 36℃ 이상의 큰 연교차를 보인다.

## 지리
동북부는 높은 산악지대이나, 서부로 가면서 지세가 낮아져 분지를 형성되어 있다. 분지 안으로는 좁고 긴 평야가 이어져 있으며, 동부 중흥리 일대에는 높이 600m 이상의 고위평탄면이 형성되어 있다.
군면적의 약 86%가 산림으로 임산자원이 풍부하다.

## 행정 구역
현재 맹산군은 1읍(맹산읍(孟山邑))과 24리(새마을리, 장동리(長洞里), 송산리(松山里), 광화리(廣和里), 양산리(羊山里), 은포리(隱浦里), 풍림리(豊林里), 유승리(遊勝里), 송광리(松廣里), 매향리(梅香里), 정평리(貞坪里), 수전리(水田里), 신상리(新上里), 주포리(朱浦里), 기양리(岐陽里), 인흥리(仁興里), 시억리(柴億里), 대흥리(大興里), 평지리(坪地里), 지성리(智城里), 신흥리(新興里), 룡암리(龍巖里), 령운리(嶺雲里), 중흥리(中興里))로 구성되어 있다.

## 참고 자료
- 《한국민족문화대백과》, <맹산군>
- 우진지도문화사, 《최신 북한, 중국지도》